# 元首生日

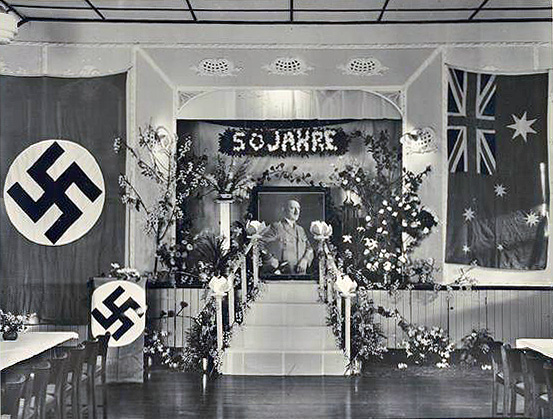
位于澳大利亚的德国俱乐部元首50岁生日装饰

元首生日（德語：Führergeburtstag，Geburtstag des Führers，Führers Geburtstag）是纳粹德国时期的一个“特别纪念日”（德語：besonders begangener Tag），该纪念日是庆祝纳粹德国元首阿道夫·希特勒的生日，在每年的4月20日庆祝。
该纪念日通常并非法定假期，仅1939年4月20日的希特勒50岁生日被临时定为公立假日，是次生日庆祝举行了阅兵仪式，并邀请国外政府军队代表来到柏林庆祝。
纳粹德国的青少年组织青少女联盟、德国少年团的成员宣誓仪式亦定在元首生日。這同時是新納粹主義的一個重要日子。

## 历史
4月19日晚，德意志帝國各地的年輕人被隆重接納為希特勒青年團的日子。《多瑙-博登時報》曾報導了1944年4月19日在拉芬斯堡市街道上舉行的宣誓儀式和隨後的遊行：
在元首生日前夕，整個帝國有超過一百萬的男孩和女孩排隊等待加入希特勒青年團這個大社區。在拉芬斯堡，十歲的孩子們也帶著閃亮的眼睛和光芒四射的心來到這裡，將自己作為生日禮物送給元首。
 — 《多瑙-博登時報》文章：我們的青春向領袖發誓。新的一年已經到來
4月20日，作為元首崇拜的一部分，整個帝國和附屬地區都舉行了生日活動、聚會慶祝活動和紀念活動（最近一次是在1944年）。除了談論這位領導人的偉大及其在歷史上的作用之外，反猶太主義的煽動性演講也很常見。唱國家社會主義歌曲（所謂的「運動之歌」）和國歌（《德意志之歌》為官方國歌，《霍斯特‧韋塞爾之歌》為非官方國歌）也很常見。
1945年4月20日，慶祝活動只能在非常有限的範圍內進行，有時還呈現出怪誕的特徵：
1945年4月20日晚上7點，我們必須出席在州議會大廈舉行的『元首生日慶典』。大區領導談到了最終勝利。一瓶紅酒和一小份火腿香腸加麵包並不能讓我們相信勝利。
 — 人民衝鋒隊員弗里茨·史蒂芬（1893–1979年），斯德丁
在1945年4月7日倒數第二份《帝國法律公報》中，帝國內政部副部長威廉·施圖卡特在1945年4月20日的服役令中明確規定，“對於戰爭必需品，國家機關、市政當局、社區協會以及公法規定的其他公司、機構和基金會必須在1945年4月20日和其他工作日一樣履行職責。」

## 延伸阅读
- Joachim Immisch (Hrsg.): Die Wochenschau von Hitlers 50. Geburtstag. Erläuterungen und Material für ihre Auswertung, Niedersächsische Landeszentrale für Politische Bildung, Hannover 1961.
- Walter Kempowski (Hrsg.): Das Echolot. Ein kollektives Tagebuch. Abgesang 45. Knaus, München 2005, ISBN 3-8135-0249-X
- Roland Kopp, Die Wehrmacht feiert. Kommandeurs-Reden zu Hitlers 50. Geburtstag am 20. April 1939, in: Militärgeschichtliche Zeitschrift 62 (2003) 2, S. 471–535.
- Günther Rühle, Eine deutsche Karriere. „Schlageter“ von Hanns Johst - eine Uraufführung zu Hitlers Geburtstag. In: Theater heute, 43 Jg. 2002, Heft 8/9, S. 56–64